# La Groutte
La Groutte település Franciaországban, Cher megyében. Lakosainak száma 119 fő (2022. január 1.). La Groutte Ainay-le-Vieil, Drevant és Saint-Georges-de-Poisieux községekkel határos.

## Népesség
A település népessége az elmúlt években az alábbi módon változott:
| Lakosok száma | 137  | 89   | 104  | 118  | 130  | 130  | 127  | 124  | 123  | 119  |
|               | 1968 | 1982 | 1990 | 2006 | 2013 | 2015 | 2017 | 2019 | 2020 | 2022 |